# Manuel Fernández Silvestre
Manuel Fernández Silvestre y Patinga, španski general, * 16. december 1871, † 22. julij 1921.